# Репсольд, Иоганн Георг
Иоганн Георг Репсольд (нем. Johann Georg Repsold; 19 сентября 1770, Времен — 14 января 1830, Гамбург) — немецкий астроном, механик, оптик и пожарный.

## Биография
Иоганн Георг Репсольд родился 19 сентября 1770 года в посёлке Времен недалеко от Бремерхафена в семье священника Иоганна и его жены Шарлотты Фридерики Бемер. Первоначально Репсольд готовился к карьере теолога, но перешёл на изучение математики и рисования под руководством Райнхарда Вольтмана, лоцмана на реке Эльбе, который позже работал на водопроводной станции в Гамбурге.
В 1795 году Репсольд сам стал речным лоцманом, а в 1799 году он женился на Элеоноре Шарф, дочери капитана пожарной команды, и в том же году он тоже присоединился к пожарной команде города Гамбурга.

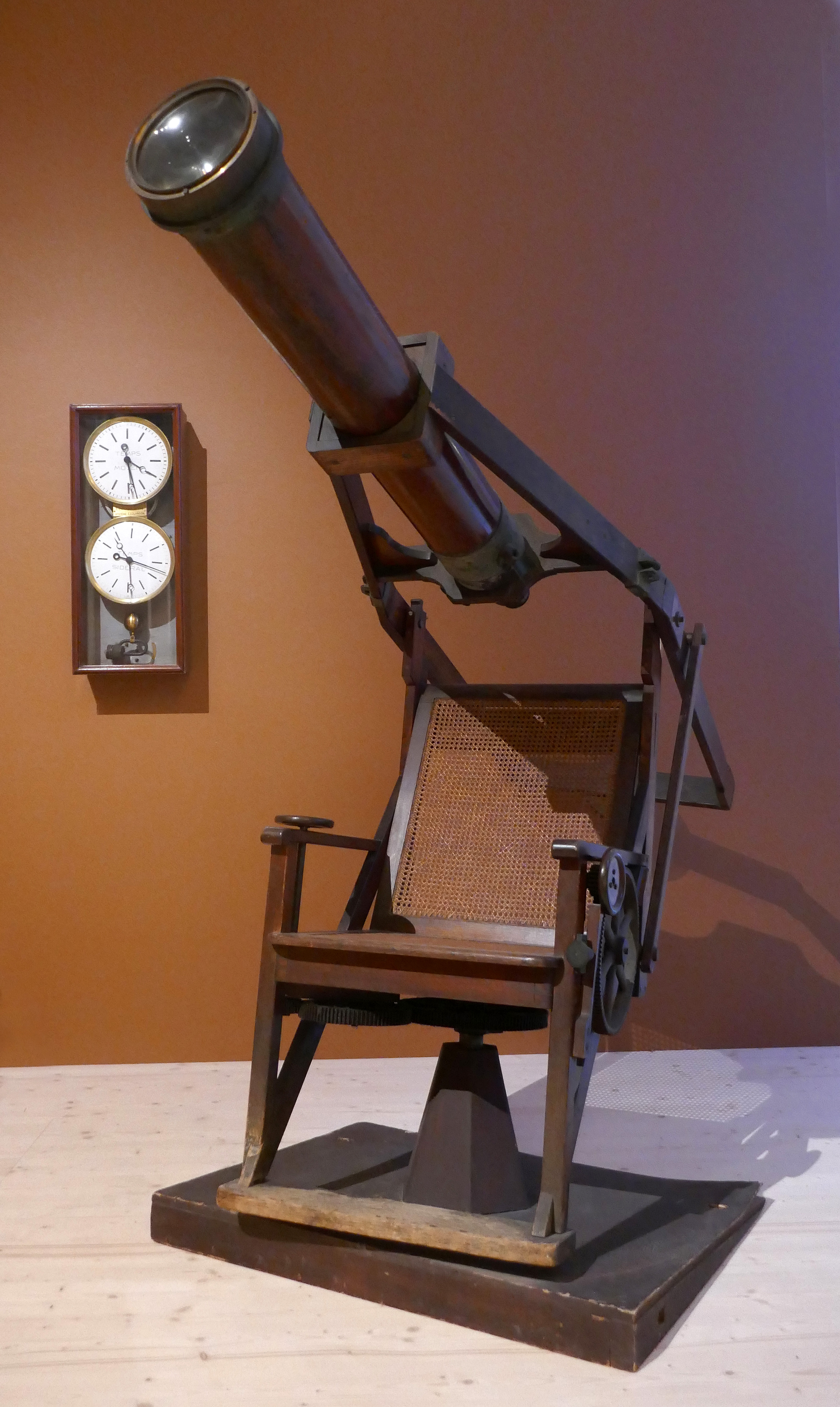
Один из астрономических инструментов, созданных Репсольдом

Познакомившись со швейцарским астрономом Иоганном Каспаром Горнером, который проводил измерения на реке Эльбе, обнаружил общий интерес к конструкции астрономических инструментов и в 1800 году основал собственную мастерскую. Репсольд начал делать оптические инструменты и начал переписку с Карлом Фридрихом Гауссом по ахроматическим объективам.
В 1802 году Репсольд начал строительство частной обсерватории и стал плотно сотрудничать с Генрихом Христианом Шумахером. В 1803 году он изготовил транзитный инструмент для Иоганна Горнера, а в 1815 году создал меридиональный круг для Гаусса в Геттингенской обсерватории. Гаусс передал Репсольду план гелиотропа, прототип которого увидел свет в 1821 году. Гамбургская обсерватория была разрушена во время наполеоновских войн в 1811 году. В 1825 году была построена новая обсерватория в Штадтвалле и Репсольд стал её директором, поставляя некоторые инструменты за свой счёт.
Иоганн Георг Репсольд погиб 14 января 1830 года в Гамбурге; его ударила падающая балка, когда он руководил тушением крупного пожара.
Расходы на содержание обсерватории впоследствии взяло на себя местное правительство, а новым директором стал Карл Людвиг Кристиан Рюмкер. Обсерватория Репсольда была снесена после завершения строительства новой обсерватории, современной Гамбургской обсерватории в Бергедорфе, между 1906 и 1912 годами, у которой был установлен бюст Репсольду. Сейчас на этом месте находится Музей истории Гамбурга.
Заведование мастерскими перешло к его сыновьям Георгу (1804—1885) и Адольфу (1806—1871), под фирмой «А. & G. Repsold» Адольф Репсольд наследовал отцу и в должности начальника пожарных. В 1867 году Георг Репсольд (бывший городским инспектором мер и весов) вышел из дела, и фирма стала называться «A. Repsold & Soehne». За смертью Адольфа Репсольда владельцами стали его сыновья Иоганн Адольф (1838—1919) и Оскар Филипп (1842—1919).
Именем Иоганна Георга Репсольда были названы крупный древний ударный кратер на видимой стороне Луны и астероид главного астероидного пояса.